# Oberviechtach
Oberviechtach est un bourg rural de Bavière (Allemagne), situé dans l'arrondissement de Schwandorf, dans le district du Haut-Palatinat.